# Muzej Fride Kahlo
Muzej Fride Kahlo (špansko Museo Frida Kahlo), znan tudi kot Modra hiša (La Casa Azul) zaradi kobaltno modrih sten stavbe, je zgodovinski hišni muzej in muzej umetnosti, posvečen življenju in delu mehiške umetnice Fride Kahlo. Stoji v soseski Colonia del Carmen v mestu Coyoacán v Ciudad de México. Stavba je bila Kahloina rojstna hiša, dom, kjer je odraščala, vrsto let živela s svojim možem Diegom Rivero in kjer je kasneje umrla v sobi v zgornjem nadstropju. Leta 1957 je Diego Rivera daroval dom in njegovo vsebino, da bi ga spremenil v muzej v Fridino čast.
Muzej vsebuje zbirko umetniških del Fride Kahlo, Diega Rivere in drugih umetnikov, skupaj z mehiško ljudsko umetnostjo para, predšpanskimi artefakti, fotografijami, spominki, osebnimi predmeti in še več. Zbirka je razstavljena v prostorih hiše, ki je ostala skoraj takšna, kot je bila v 1950-ih. Je najbolj priljubljen muzej v Coyoacánu in eden najbolj obiskanih v Ciudad de México.

## Modra hiša
Hiša/muzej stoji na območju Colonia del Carmen v okrožju Coyoacán v Ciudad de México. Coyoacán, zlasti območje Colonia del Carmen, ima intelektualni in napredni sloves že od 1920-ih, ko je bil dom Salvadorja Nova, Octavia Paza, Maria Morena in Dolores del Río. Danes je na tem območju dom številnih mestnih muzejev. Sama hiša je na vogalu ulic Londres in Allende in izstopa po svojih kobaltno modrih stenah, zaradi česar se imenuje La Casa Azul (Modra hiša). Tako kot večina drugih stavb na tem območju je tudi hiša zgrajena okoli osrednjega dvorišča z vrtom, kar je tradicija že od kolonialnih časov. Prvotno je hiša zapirala le tri strani tega dvorišča, kasneje pa je bila dodana četrta stran, ki jo je v celoti zaprla. Hiša obsega 800 m² in osrednje dvorišče še 400 m². Ker je bila zgrajena leta 1904, je imela prvotno okrasne značilnosti v francoskem slogu, kasneje pa so jo spremenili v preprostejšo fasado, ki jo vidimo danes. Stavba ima dve nadstropji z različnimi spalnicami, studiem, veliko kuhinjo in jedilnico. Vhodno dvorano je okrasil mozaik iz naravnega kamna Mardonio Magaña iz Escuela de Pintura al Aire Libre v Coyoacánu, ki ga je navdihnila freska Juana O'Gormana v Ciudad Universitaria.

## Muzej
Prvotno je bila hiša družinski dom Fride Kahlo, od leta 1958 pa služi kot muzej, posvečen njenemu življenju in delu. S približno 25.000 obiskovalci mesečno je to eden najbolj obiskanih muzejev v Ciudad de México in najbolj obiskano mesto v Coyoacánu. Muzej se podpira izključno s prodajo vstopnic in donacijami.
Muzej prikazuje življenjski slog bogatih mehiških boemskih umetnikov in intelektualcev v prvi polovici 20. stoletja. Vstopnica za Casa Azul omogoča brezplačen vstop v bližnji muzej Anahuacalli, ki ga je prav tako ustanovil Diego Rivera. Po zapisih in pričevanjih je hiša danes videti tako kot leta 1951, okrašena z mehiško ljudsko umetnostjo, Kahlojina osebna umetniška zbirka, velika zbirka predšpanskih artefaktov, tradicionalna mehiška kuhinjska posoda, posteljnina, osebni spominki, kot npr. fotografije, razglednice in pisma ter dela Joséja Maríe Velasca, Paula Kleeja in Diega Rivere. Velik del zbirke je v vitrinah, namenjenih njihovemu ohranjanju. Muzej vsebuje tudi kavarno in majhno trgovino s spominki.
Muzej sestavlja deset prostorov. V pritličju je soba, ki vsebuje nekaj večinoma manjših del Fride Kahlo, kot so Frida y la cesárea, 1907–1954, Retrato de familia, 1934, Ruina, 1947, Retrato de Guillermo Kahlo, 1952, El marxismo dará salud, 1954 (prikazuje Frido, kako odvrže svoje bergle), z akvarelom Diario de Frida v sredini. Ta soba je bila prvotno formalna dnevna soba, kjer sta Frida in Diego zabavala pomembne mehiške in mednarodne obiskovalce in prijatelje, kot so Sergej Eisenstein, Nelson Rockefeller, George Gershwin, karikaturist Miguel Covarrubias in igralki Dolores del Río in María Félix.
Druga in tretja soba sta namenjeni osebnim predmetom in spominom ter nekaterim Riverinim delom. Druga soba je polna vsakdanjih predmetov, ki jih je Frida uporabljala, pisem, fotografij in zapiskov. Na stenah so predšpanske ogrlice in ljudske obleke, zlasti tiste v slogu Tehuana, ki so bile Fridin zaščitni znak. Slike v tretji sobi vključujejo Retrato de Carmen Portes Gil, 1921, Ofrenda del día de muertos, 1943 in Mujer con cuerpo de guitarra, 1916.
V četrti sobi so sodobne slike umetnikov, kot so Paul Klee, José María Velasco, Joaquín Clausel, Celia Calderón Orozco in skulptura Mardonia Magañe. Peta soba vsebuje dve veliki Judovi figuri, figure mujeres bonitos iz Tlatilca v zvezni državi Mehika in figure iz kulture Teotihuacan. Velike figure Juda iz papirmašeja in druge pošasti iz papirmašeja so bile tradicionalno napolnjene s petardami in so eksplodirale v soboto pred veliko nočjo.
Šesti in sedmi prostor sta kuhinja in jedilnica. Oba sta v klasičnem mehiškem slogu, s tlemi iz svetlo rumenih ploščic, pulti iz modro-rumenih ploščic in dolgo rumeno mizo, kjer je Fridina pastorka Ruth izjavila, da je Frida preživela veliko svojega časa. Dve sobi sta napolnjeni z velikimi lončenimi lonci, krožniki, priborom, steklovino in drugimi, ki prihajajo iz Metepeca, Oaxace, Tlaquepaque in Guanajuata, ki so vsi znani po svojih ročno izdelanih izdelkih. Dekorativni elementi vključujejo Judove okostnjake iz papirmašeja, ki visijo s stropa, in stene z majhnimi lončki z imeni Frida in Diego poleg para golobov, ki se zavezujejo zaljubljenca.
Zunaj jedilnice je bila Riverina spalnica, njen klobuk, jakna in delovna oblačila pa še vedno visijo na stenskem stojalu. Ob tem je stopnišče, ki vodi iz dvoriščnega prostora v zgornje nadstropje. To območje vsebuje veliko število predmetov ljudske umetnosti in vključuje približno 2000 votivnih slik iz kolonialnega obdobja do 20. stoletja, druga dela kolonialne dobe in več Judovih figur.
Dve sobi v zgornjem nadstropju, ki sta odprti za javnost, vsebujeta Fridino zadnjo spalnico in studio. To je v krilu, ki ga je zgradil Rivera. Originalno pohištvo je še vedno tam. V enem kotu je njen pepel razstavljen v žari, ki jo obdajajo pogrebna maska, nekaj osebnih predmetov in ogledala na stropu. Na njeni postelji je poslikan mavčni steznik, ki ga je bila prisiljena nositi, da bi podpirala svojo poškodovano hrbtenico, pod baldahinom pa je ogledalo, obrnjeno navzdol, s katerim je slikala svoje številne avtoportrete. Na vzglavju postelje je slika mrtvega otroka, na vznožju pa fotomontaža Josifa Stalina, Vladimirja Lenina, Karla Marxa, Friedricha Engelsa in Mao Zedonga. Na blazini je izvezen napis »Ne pozabi me, ljubezen moja«. Njen invalidski voziček je privlečen do nedokončanega Stalinovega portreta na stojalu, za katerega pravijo, da ji ga je podaril Nelson Rockefeller. Stalin je za Kahlo postal junak po zmagi Rdeče armade nad nacistično Nemčijo na vzhodni fronti v drugi svetovni vojni.
Ogled muzeja se konča na velikem dvoriščnem vrtu, ki je v celoti zaprt s štirimi stranicami ali krili strukture. Območje dvorišča je razdeljeno s stopničasto piramido, vodnjakom in refleksijskim bazenom. Ti so bili zgrajeni v 1940-ih, ko se je Rivera prvič preselil v hišo in zgradil četrto krilo, ki obdaja hišo. Stene tega krila, ki gledajo na dvorišče, so okrašene z morskimi školjkami in ogledali. Tu so tudi skulpture mehiškega umetnika Mardonia Magañe. Na eni strani dvorišča je napis Frida y Diego / vivieron en / esta casa / 1929–1954 (Frida in Diego sta živela v tej hiši – 1929–1954).

## Zgodovina
Hiša je bila zgrajena leta 1904 v Coloniji Del Carmen v Coyoacánu, ki je bila ustanovljena na zemljiščih, ki so pripadala nekdanji Haciendi del Carmen, lasti karmeličanov v kolonialnem obdobju. V tistem času in v prvi polovici 20. stoletja je bil Coyoacán uradno del zveznega okrožja Ciudad de México, vendar je bil še vedno razmeroma podeželski in ločen od mestnega širjenja. Od poznega 19. stoletja so si številni bogataši Ciudad de Méxica na tem območju zgradili podeželske domove, ki so pogosto posnemali kolonialne zasnove preteklosti. Colonia del Carmen je postala priljubljena med umetniki in intelektualci okoli 1920-ih zaradi promocije Francisca Sose in ustanovitve Escuela de Pintura al Aire Libre (Šola slikanja na prostem) v nekdanji Haciendi San Pedro Mártir leta 1923. Prvotno je bila zunanjost hiše okrašena s francoskim motivom, ki je bil priljubljen v Mehiki v poznem 19. in zgodnjem 20. stoletju.
V tej hiši se je leta 1907 rodila Frida Kahlo, ki je vse življenje ostala njen družinski dom. Tukaj je preživela tudi svojih zadnjih trinajst let. Frida je bila hči Wilhelma (Guillerma) Kahla, ki se je iz Evrope priselil v Mehiko, in domorodne Mehičanke Matilde Calderón y González. Frida je v tej hiši preživela svoje otroštvo. Povedala je, da je med mehiško revolucijo njena mati odprla okna te hiše, da bi donirala zaloge vojski Zapata, ko je bila na tem območju leta 1913. Veliko časa je preživela tudi v hiši, ko je okrevala, prvič leta 1918, ko je je zbolela za otroško paralizo, zaradi česar je bila ena noga krajša od druge. Ko je imela 18 let, jo je nesreča z vozom močno poškodovala. Približno dve leti je preživela priklenjena na posteljo v mavcu in ortopedskih pripomočkih. Takrat je začela slikati, da bi si krajšala čas. Eno od del iz tega časa prikazuje Frido na nečem, kar je videti kot nosila, njeno telo je povito in je ob strani te hiše. Frida je spoznala Diega Rivero, ko je slikal stenske poslikave v stavbi Secretaria de Educacion Publica, in ga povabila v Casa Azul, da si ogleda njeno delo. Rivera je kmalu postal reden obiskovalec hiše. Sledili so drugi pomembni umetniki, zaradi česar je hiša postala eno od zbirališč na tem območju. Po poroki z Rivero se je Frida iz otroštva preselila v stanovanje na Paseo de la Reforma, vendar je Rivera odplačal družinsko hipoteko na Casa Azul. Večino 1930-ih je Frida živela v drugih krajih v Ciudad de México ali v tujini, vendar je svojo družino pogosto obiskovala na domu in se pojavi na sliki iz leta 1936, imenovani Mis abuelos, mis padres y yo, imenovani tudi Arbol genealógico.
Zaradi posredovanja Kahlo in Rivere je Rus Leon Trocki dobil azil v Mehiki. Trocki in njegova žena Natalija Sedova sta bila prvič nastanjena v La Casa Azul januarja 1937. Okna, ki so gledala na ulico, so bila zaradi varnosti Trockega zazidana z opeko, saj je bil pod Stalinovo smrtno obsodbo. Tudi med to hišo in sosednjo je bil zgrajen visok zid. Od januarja 1937 do aprila 1939 je Trocki živel in delal tukaj, pisal razprave, kot je Su moral y la nuestra in svoje redne politične članke. To bi pogosto povzročilo varnostne težave na tem območju zaradi sovražnosti političnih sovražnikov Trockega. Ves ta čas je bila hiša še naprej zbirališče intelektualcev, predvsem tistih, povezanih s komunizmom. Aprila 1939 sta Trocki in Sedova zapustila Modro hišo, potem ko se je Trocki sprl z Rivero zaradi ideologije in Riverine kritike Trockijevih spisov, ter se preselila v bližnjo hišo na Dunajski ulici.
Rivera in Kahlo sta se ločila novembra 1939. Vendar par ni prekinil stikov in sta se znova poročila decembra 1940. Leta 1941, tik pred smrtjo Fridinega očeta, se je Rivera preselil v hišo, čeprav je ohranil drugo rezidenco v San Angelu. V tem času je Rivera zgradil krilo, ki gleda na ulico Londres in popolnoma zapira dvorišče. Ta del je bil zgrajen iz lokalne vulkanske kamnine, vanj pa so vstavljene keramične vaze. Zgrajena je bila terasasta streha, okrašena z morskimi školjkami in ogledalom. Sem so preselili Fridin studio in spalnico. Za ločitev novega od starega kamnita stena deli dvorišče na dvoje, pred katerim je vodnjak, stopničasta piramida, refleksijski bazen in prostor za arheološko zbirko para. Tudi zunanjost je bila spremenjena iz prvotnega francoskega sloga v današnjega. Preoblikovanje hiše je opravil Juan O'Gorman leta 1946. Kot dom para je hiša še naprej sprejemala ugledne obiskovalce iz Mehike in tujine, med njimi Fritz Henle, Concha Michel, Dolores del Río, María Félix, Lucha Reyes in Chavela Vargas.
Leta 1943 je Frida postala inštruktorica za Escuela de Pintura y Escultura de La Esmeralda, vendar je zaradi fizičnega stanja morala poučevati večinoma doma. Ti učenci so na koncu šteli le štiri in so jih imenovali Los fridos: Fanny Rabel, Guillermo Monroy, Arturo 'el Güero' Estrada in Arturo García Bustos, ki so večinoma delali in se usposabljali na terasi. Od leta 1945 je bila Frida spet priklenjena na posteljo v hiši. Od takrat do leta 1947 je naslikala dela, kot sta Flor de la vida leta 1945 in El sol de la vida leta 1947.
Frida je umrla v zgornjem nadstropju te hiše 13. julija 1954 v starosti 47 let. Tu se je zbudila, preden so truplo odpeljali v Palacio de Bellas Artes in nato kremirali. Štiri leta po njeni smrti, leta 1958, je Rivera hišo podaril državi Mehike in ustanovil fundacijo za njeno ohranitev. Hiša je bila spremenjena v muzej, posvečen življenju in delu Fride Kahlo. Prvi direktor muzeja je bil Carlos Pellicer z nalogo, da ohrani hišo takšno, kot je bila.
Muzej je bil dolga leta razmeroma nejasen, saj je bila Frida Kahlo vse do 1990-ih malo znana izven sveta umetnosti. V 1980-ih je gibanje, imenovano Neomexicanismo, promoviralo njo in njeno delo. Od takrat je postala kultna ikona, njene podobe se pojavljajo na številnih izdelkih pop kulture, mnoga njena dela pa zdaj dosegajo visoke cene. Leta 2006 je Kahlova slika Korenine iz leta 1943 postavila rekord na dražbi za 5,6 milijona dolarjev za latinskoameriško delo. Priljubljenost Fride je vplivala na muzej. V zgodnjih 1990-ih so ga za nekaj časa zaprli, nato pa ga leta 1993 ponovno odprli z dodatkom trgovine s spominki in restavracije/kavarne. Danes je muzej najbolj obiskan v Coyoacánu in eden najbolj obiskanih v Mexico Cityju.
Restavratorska dela na stavbi in nekaterih delih njene vsebine so bila izvedena v letih 2009 in 2010. Dela je delno sponzorirala nemška vlada, ki je donirala 60.000 evrov za trud, delno pa muzej sam, ki je prispeval milijon pesov. Prizadevanja so osredotočena na pridobivanje pohištva za razstavo in hrambo, druge opreme, dela na strehi in restavriranje predmetov v zbirki. Restavriranje vključuje večino slik v zbirki, vključno z Viva la vida, El marxismo dará salud a los enfermos, Frida y la cesárea, Naturaleza muerta con bandera, Retrato de Marta Procel, Retrato de mi familia, Retrato de mi padre Wilhelm Kahlo in Los hornos de ladrillos ter La quebrada in Paisaje urbano Rivere, Retrato del niño Don Antonia Villaseñorja in Retrato de niño muerto neznanega avtorja, Composición Wolfganga Paalenka in Retrato de Diega Rivera Leopolda Gottlieba, skupaj z arhivom 6500 fotografije Kahlo, Rivere s prijatelji, družino in sodelavci, ki so jih posneli Nickolas Muray, Martin Munckaci, Fritz Henle in Gisele Freund. Konservatorska dela zajemajo le približno 35 odstotkov celotne zbirke.